# Mistrzostwa Europy w Lekkoatletyce 2018 – bieg na 800 m kobiet
Bieg na 800 metrów kobiet – jedna z konkurencji biegowych rozgrywanych podczas lekkoatletycznych mistrzostw Europy na Stadionie Olimpijskim w Berlinie.
Tytuł mistrzowski z 2016 obroniła Natalija Pryszczepa.

## Terminarz
| Data        | Godzina |            |
| ----------- | ------- | ---------- |
| 7 sierpnia  | 11:05   | Eliminacje |
| 8 sierpnia  | 19:55   | Półfinał   |
| 10 sierpnia | 21:20   | Finał      |

## Rekordy
Tabela prezentuje rekord świata, rekord Europy, rekord mistrzostw Europy oraz najlepsze wyniki na listach światowych i europejskich w sezonie 2018 przed rozpoczęciem mistrzostw.
|                          | Zawodniczka           | Wynik   | Miejsce   | Data                 | Źródło |
| ------------------------ | --------------------- | ------- | --------- | -------------------- | ------ |
| Rekord świata            | Jarmila Kratochvílová | 1:53,28 | Monachium | 26 lipca 1983(dts)   | [ 1 ]  |
| Rekord Europy            | Jarmila Kratochvílová | 1:53,28 | Monachium | 26 lipca 1983(dts)   | [ 1 ]  |
| Rekord mistrzostw Europy | Olga Miniejewa        | 1:55,41 | Ateny     | 8 września 1982(dts) | [ 2 ]  |
| Listy światowe           | Caster Semenya        | 1:54,25 | Paryż     | 30 czerwca 2018(dts) | [ 3 ]  |
| Listy europejskie        | Rénelle Lamote        | 1:58,83 | Monako    | 20 lipca 2018(dts)   | [ 4 ]  |

## Rezultaty

### Eliminacje
Awans: Trzy najlepsze z każdego biegu (Q) oraz cztery z najlepszymi czasami wśród przegranych (q).

Źródło: european-athletics.org.
| Pozycja | Bieg | Tor | Zawodniczka             | Państwo         | Czas    | Uwagi |
| ------- | ---- | --- | ----------------------- | --------------- | ------- | ----- |
| 1.      | 1    | 4   | Olha Lachowa            | Ukraina         | 2:00,26 | Q,    |
| 2.      | 1    | 8   | Lynsey Sharp            | Wielka Brytania | 2:00,32 | Q     |
| 3.      | 1    | 7   | Selina Büchel           | Szwajcaria      | 2:00,42 | Q,    |
| 4.      | 1    | 6   | Angelika Cichocka       | Polska          | 2:01,01 | q,    |
| 5.      | 4    | 3   | Hanna Hermansson        | Szwecja         | 2:01,33 | Q     |
| 6.      | 4    | 4   | Rénelle Lamote          | Francja         | 2:01,34 | Q     |
| 7.      | 4    | 5   | Christina Hering        | Niemcy          | 2:01,57 | Q     |
| 8.      | 4    | 6   | Anna Sabat              | Polska          | 2:01,67 | q     |
| 9.      | 2    | 2   | Adelle Tracey           | Wielka Brytania | 2:01,91 | Q     |
| 10.     | 2    | 5   | Charline Mathias        | Luksemburg      | 2:02,08 | Q     |
| 11.     | 4    | 7   | Aníta Hinriksdóttir     | Islandia        | 2:02,15 | q     |
| 12.     | 4    | 8   | Eglė Balčiūnaitė        | Litwa           | 2:02,18 | q,    |
| 13.     | 2    | 4   | Lore Hoffmann           | Szwajcaria      | 2:02,23 | Q,    |
| 14.     | 2    | 3   | Cynthia Anaïs           | Francja         | 2:02,27 |       |
| 15.     | 1    | 2   | Yusneysi Santiusti      | Włochy          | 2:02,46 |       |
| 16.     | 4    | 2   | Gabriela Gajanová       | Słowacja        | 2:02,57 |       |
| 17.     | 4    | 1   | Sara Kuivisto           | Finlandia       | 2:02,62 |       |
| 18.     | 2    | 8   | Sanne Verstegen         | Holandia        | 2:02,72 |       |
| 19.     | 2    | 7   | Elena Bellò             | Włochy          | 2:02,77 |       |
| 20.     | 1    | 3   | Síofra Cléirigh Büttner | Irlandia        | 2:02,80 |       |
| 21.     | 1    | 5   | Natalia Ewangelidu      | Cypr            | 2:03,38 |       |
| 22.     | 1    | 1   | Bianka Kéri             | Węgry           | 2:03,44 | SB    |
| 23.     | 3    | 3   | Natalija Pryszczepa     | Ukraina         | 2:04,07 | Q     |
| 24.     | 3    | 1   | Shelayna Oskan-Clarke   | Wielka Brytania | 2:04,08 | Q     |
| 25.     | 2    | 1   | Claire Mooney           | Irlandia        | 2:04,26 |       |
| 26.     | 3    | 8   | Lovisa Lindh            | Szwecja         | 2:04,28 | Q     |
| 27.     | 3    | 7   | Claudia Saunders        | Francja         | 2:04,46 |       |
| 28.     | 3    | 2   | Darja Barysiewicz       | Białoruś        | 2:04,65 |       |
| 29.     | 3    | 5   | Līga Velvere            | Łotwa           | 2:05,13 |       |
| 30.     | 3    | 6   | Yngvild Elvemo          | Norwegia        | 2:05,79 |       |
| 31.     | 4    | 8   | Gresa Bakraçi           | Kosowo          | 2:14,22 |       |
| 32.     | 3    | 4   | Renée Eykens            | Belgia          | 2:56,24 |       |
| 33 !    | 2    | 6   | Hedda Hynne             | Norwegia        | DNS     |       |

### Półfinał
Awans: Trzy najlepsze z każdego biegu (Q) oraz dwie z najlepszymi czasami wśród przegranych (q).

Źródło: european-athletics.org.
| Pozycja | Bieg | Tor | Zawodniczka           | Państwo         | Czas    | Uwagi     |
| ------- | ---- | --- | --------------------- | --------------- | ------- | --------- |
| 1.      | 2    | 5   | Rénelle Lamote        | Francja         | 1:59,44 | Q         |
| 2.      | 2    | 7   | Adelle Tracey         | Wielka Brytania | 1:59,86 | Q,        |
| 3.      | 2    | 8   | Anna Sabat            | Polska          | 2:00,32 | Q,        |
| 4.      | 2    | 3   | Shelayna Oskan-Clarke | Wielka Brytania | 2:00,39 | q,        |
| 5.      | 2    | 4   | Olha Lakcowa          | Ukraina         | 2:00,47 | q         |
| 6.      | 2    | 1   | Hanna Hermansson      | Szwecja         | 2:00,52 | SB        |
| 7.      | 2    | 2   | Lore Hoffmann         | Szwajcaria      | 2:01,67 | PB        |
| 8.      | 2    | 6   | Charline Mathias      | Luksemburg      | 2:02,01 |           |
| 9.      | 1    | 4   | Natalija Pryszczepa   | Ukraina         | 2:02,71 | Q         |
| 10.     | 1    | 3   | Lynsey Sharp          | Wielka Brytania | 2:02,73 | Q         |
| 11.     | 1    | 5   | Selina Büchel         | Szwajcaria      | 2:02,84 | Q         |
| 12.     | 1    | 7   | Angelika Cichocka     | Polska          | 2:03,14 |           |
| 13.     | 1    | 1   | Lovisa Lindh          | Szwecja         | 2:03,25 | qR        |
| 14.     | 1    | 6   | Christina Hering      | Niemcy          | 2:04,04 |           |
| 15.     | 1    | 2   | Eglė Balčiūnaitė      | Litwa           | 2:04,60 |           |
| 16 !    | 1    | 8   | Aníta Hinriksdóttir   | Islandia        | DQ      | 163.2 (b) |

### Finał
Źródło: european-athletics.org.
| Pozycja | Tor | Zawodniczka           | Państwo         | Czas    | Uwagi |
| ------- | --- | --------------------- | --------------- | ------- | ----- |
| 01 !    | 7   | Natalija Pryszczepa   | Ukraina         | 2:00,38 |       |
| 02 !    | 6   | Rénelle Lamote        | Francja         | 2:00,62 |       |
| 03 !    | 8   | Olha Lachowa          | Ukraina         | 2:00,79 |       |
| 4.      | 4   | Adelle Tracey         | Wielka Brytania | 2:00,86 |       |
| 5.      | 8   | Anna Sabat            | Polska          | 2:01,26 |       |
| 6.      | 2   | Lynsey Sharp          | Wielka Brytania | 2:01,83 |       |
| 7.      | 1   | Selina Büchel         | Szwajcaria      | 2:02,05 |       |
| 8.      | 3   | Shelayna Oskan-Clarke | Wielka Brytania | 2:02,26 |       |
| 9.      | 8   | Lovisa Lindh          | Szwecja         | 2:02,36 | SB    |